# Эрнандес, Фреди
Фреди Эрнандо Эрнандес Камачо (исп. Fredy Hernando Hernández Camacho; род. 25 апреля 1978, Богота) — колумбийский легкоатлет, специалист по спортивной ходьбе. Выступал за сборную Колумбии по лёгкой атлетике в 1996—2016 годах, обладатель бронзовой медали Игр Центральной Америки и Карибского бассейна, многократный победитель и призёр первенств Южной Америки, участник летних Олимпийских игр в Лондоне.

## Биография
Фреди Эрнандес родился 25 апреля 1978 года в Боготе, Колумбия.
Впервые заявил о себе в лёгкой атлетике на международном уровне в сезоне 1996 года, когда вошёл в состав колумбийской национальной сборной и выступил на юниорском южноамериканском первенстве в Букараманге, где в ходьбе на 10 000 метров стал пятым.
В 1997 году на Кубке Южной Америки по спортивной ходьбе в Боготе занял в состязаниях юниоров четвёртое место, тогда как на юниорском южноамериканском первенстве в Сан-Карлосе был дисквалифицирован.
В 2002 году в ходьбе на 20 км финишировал четвёртым на Кубке Южной Америки в Сааведре, занял 25-е место на Кубке мира в Турине, выиграл бронзовую медаль на Играх Центральной Америки и Карибского бассейна в Сан-Сальвадоре.
В 2003 году получил дисквалификацию на Панамериканском кубке в Чула-Висте, стал серебряным призёром на чемпионате Южной Америки в Баркисимето, был пятым на Панамериканских играх в Санто-Доминго.
На южноамериканском чемпионате 2004 года в Лос-Анхелесе взял бронзу в личном зачёте 20 км и тем самым помог своим соотечественникам выиграть командный зачёт. На Кубке мира в Наумбурге занял в личном и командном зачётах 35-е и 12-е места соответственно.
В 2005 году стартовал в ходьбе на 20 000 метров на чемпионате Южной Америки в Кали, но был здесь дисквалифицирован.
В 2006 году на южноамериканском чемпионате в Кочабамбе финишировал четвёртым в личном зачёте 20 км и вновь выиграл командных зачёт. На Кубке мира в Ла-Корунье показал на финише 76-й результат.
Начиная с 2007 года выступал преимущественно в дисциплине 50 км. Так, в этом сезоне получил серебро на Панамериканском кубке в Балнеариу-Камбориу, стал шестым на Панамериканских играх в Рио-де-Жанейро, сошёл с дистанции на чемпионате мира в Осаке.
На Панамериканском кубке 2009 года в Сан-Сальвадоре финишировал восьмым в личном зачёте 50 км и стал победителем командного зачёта.
В 2011 году добавил в послужной список серебряную и золотую награды, выигранные в дисциплине 50 км в личном и командном зачётах соответственно. На Панамериканских играх в Гвадалахаре пришёл к финишу четвёртым.
В 2012 году занял 28-е место на Кубке мира в Саранске. Благодаря череде удачных выступлений удостоился права защищать честь страны на летних Олимпийских играх в Лондоне — в ходьбе на 50 км показал результат 3:56:00, расположившись в итоговом протоколе соревнований на 33-й строке.
После лондонской Олимпиады Эрнандес остался действующим спортсменом на ещё один олимпийский цикл и продолжил принимать участие в крупнейших международных стартах. Так, в 2013 году он отметился выступлением в дисциплине 50 км на чемпионате мира в Москве, но в итоге сошёл здесь с дистанции.
В 2015 году закрыл десятку сильнейших на Панамериканском кубке в Арике.
В 2016 году занял 27-е место на командном чемпионате мира по спортивной ходьбе в Риме.
Завершил спортивную карьеру по окончании сезона 2017 года.